# Patxi Zabaleta

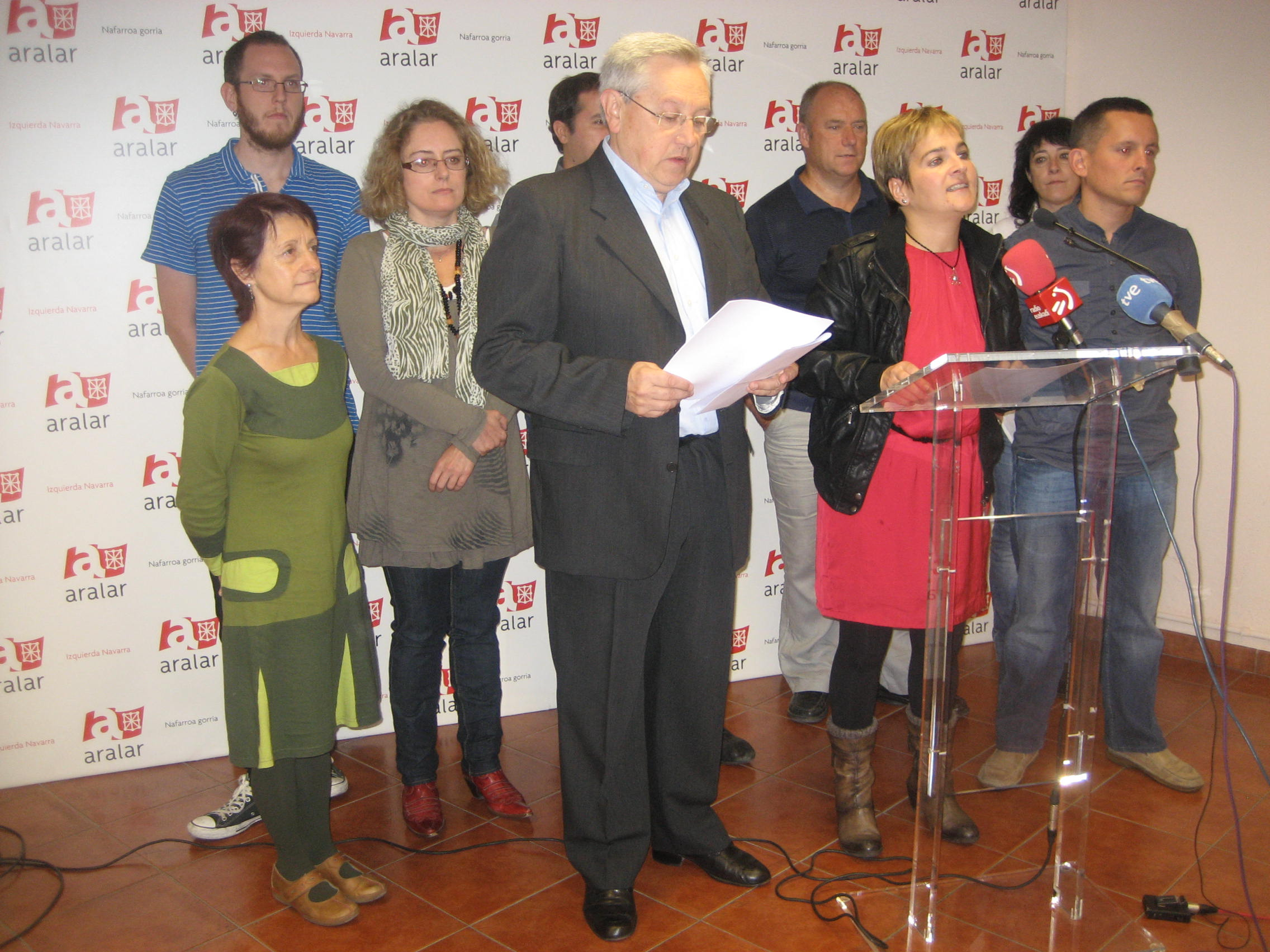
Patxi Zabaleta en una conferència d'Aralar.

Patxi Jon Zabaleta Zabaleta (Leitza, Navarra, 20 de maig de 1947) és un advocat i polític navarrès d'ideologia independentista basca. És membre fundador i ex dirigent d'HASI, de la coalició d'esquerra abertzale Herri Batasuna i, des de 2001, màxim dirigent del partit polític Aralar, integrat a Navarra des de 2004 en la coalició Nafarroa Bai.

## Biografia
Inicialment va ser seminarista, però va deixar els estudis religiosos pels de Dret i Filosofia i Lletres. Exerceix com advocat en Pamplona, la capital navarresa, i és també membre de la Reial Acadèmia de la Llengua Basca i autor d'una trilogia de novel·les i un llibre de poemes amb el pseudònim Gorka Trintxerpe.

### Herri Batasuna
És més conegut no obstant això per la seva activitat política. Com membre d'Herriko Alderdi Sozialista Iraultzailea, (HASI) va participar en la creació de la coalició abertzale Herri Batasuna (Unitat Popular) a la fi dels anys 1970, sent membre del seu màxim òrgan de direcció, la Mesa Nacional fins a 1982 i des de 1987 a 1996. En desacord amb l'activitat terrorista d'ETA i la supeditació de la lluita política a la lluita armada, se li va començar a conèixer com crític dintre d'HB. Sovint Zabaleta va denunciar l'absència d'autocrítica i el tancament analític d'HB, així com algunes de les seves pràctiques, per exemple la que els parlamentaris electes d'aquesta organització renunciessin a ocupar els seus càrrecs de diputats.
En juliol de 1997 es va desmarcar públicament del criteri oficial del seu partit al reprovar durament l'assassinat del regidor del Partit Popular Miguel Ángel Blanco a mans d'ETA. A pesar de les crítiques, Zabaleta va continuar militant a HB i la seva hereva Euskal Herritarrok (Ciutadans Bascos) i va seguir sent el seu cap de llista a Navarra, el que justificava al·ludint al pluralisme que havia d'existir dintre de l'esquerra abertzale, i d'altra banda ocupava una posició important que impedia que el desacord de la direcció d'HB amb les seves tesis passés a majors. A part de ser un personatge de cert carisma a Navarra, era un dels principals advocats de l'organització; el mateix any de l'assassinat de Blanco, Zabaleta havia participat en la defensa dels membres de la Mesa Nacional, acusats pel Tribunal Suprem de col·laboració amb banda armada. Dos anys més tard, el 1999, va formar de nou part de l'equip d'advocats que va assolir que les sentències dictades per aquest Tribunal fossin anul·lades pel Constitucional.
Patxi Zabaleta ha estat regidor en Pamplona en les legislatures 1979-1983 i 1987-1991 i diputat al Parlament Foral de Navarra durant dos períodes (1991-1995 i 1995-1999) per a tornar al consistori pamplonès com a regidor d'Euskal Herritarrok, càrrec del qual va dimitir al juliol de 2001 per "raons polítiques".

### Aralar
Zabaleta va ser un dels impulsors d'Aralar, un corrent crític interna dintre de Euskal Herritarrok. Aralar va tenir diversos enfrontaments amb la direcció de l'organització. Els més importants van tenir lloc el 1999. El primer, al llarg de la campanya electoral per a les eleccions municipals, Aralar va aprofitar per a criticar novament la política d'incompareixença dels càrrecs electes en les institucions per a les quals havien estat triats. Alguns dels dirigents d'EH van començar llavors a proferir acusacions de traïció per pretendre afeblir a l'organització qüestionant la línia política adoptada. Van aparèixer en els carrers bascos les primeres pintades d'advertiment: Patxi, traiziorik ez ("Patxi, gens de traïcions"). Aquest mateix any es va produir un enfrontament més greu, al trencar ETA la treva unilateral que venia mantenint des de feia un any. Patxi Zabaleta va afirmar llavors que la violència llastrava els objectius de l'esquerra abertzale i va exigir la seva desaparició total i definitiva. A pesar d'això, Aralar va seguir sent un corrent organitzat dintre d'EH fins a juny de 2002. En aquest moment es constituí el partit dit Batasuna (Unitat), hereu dels anteriors Euskal Herritarrok i Herri Batasuna, i Aralar decideix no formar part d'ell, raó per la qual Zabaleta rebutja el terme "escissió".
Des de llavors, rebutjant la violència terrorista i advocant per l'exercici polític de la ideologia nacionalista basca d'esquerres, les relacions amb Batasuna s'han anat fent més agres, sent amenaçat per l'entorn d'ETA, acusat per aquest sector de voler capitalitzar el vot dirigit a la il·legalitzada Batasuna i d'estar al servei de l'espanyolisme per a desestructurar a l'esquerra abertzale, atès que Aralar també es reclama part d'aquesta "esquerra abertzale".

### Nafarroa Bai
Després que s'engegués la coalició electoral Nafarroa Bai (Nabai), en 2004 en Navarra juntament amb altres partits (Eusko Alkartasuna, Batzarre i PNB) i sectors independents, va ser escollit com cap de llista i candidat a la presidència del Govern de Navarra amb aquesta coalició per a les eleccions al Parlament de Navarra de 2007, obtenint la històrica xifra de 77.625 vots en la comunitat foral i 12 escons en el Parlament Navarrès, i convertint-se en la segona força política navarresa.
En les eleccions al Parlament de Navarra de 2011, Zabaleta va tornar a ser el cap de llista d'una disminuïda "Nafarroa Bai 2011", després de la sortida de la coalició d'Eusko Alkartasuna i Batzarre. Tot i que la formació va aconseguir ser la tercera força política de la comunitat foral, amb 49.827 vots (15,41%), va perdre quatre escons quedant-se en vuit. Després de l'expulsió a l'octubre de 2012 dels dos parlamentaris que pertanyen a Geroa Bai, el grup parlamentari va quedar reduït a sis membres i va adoptar el nom de "Aralar-NaBai", començant a treballar conjuntament amb el de Bildu de cara a constituir en la següent legislatura un grup parlamentari únic, Euskal Herria Bildu (EH Bildu).
Després de la legalització de Sortu, Zabaleta es va mostrar partidari de la unificació d'Aralar amb aquest partit. Posteriorment va considerar convenient la creació d'un "front obert d'esquerra sobiranista" unificant les estructures de totes formacions d'EH Bildu (Eusko Alkartasuna, Alternatiba, Sortu i Aralar).
Al novembre de 2014 es va celebrar el VI Congrés d'Aralar, en el qual Rebeka Ubera va ser elegida secretària general, substituint en el càrrec a Patxi Zabaleta que va ser designat president honorífic.

## Obres

### Narració
- Eskomunia ala Zoroastroren artalde (1977)
- El salto del salmón (1978)

### Novel·la
- Ukoreka (1994, Txalaparta)
- Badena dena da (1995, Txalaparta)
- Arian ari (1996, Txalaparta)
- Errolanen harria (1998, Txalaparta)
- Eneko Aritzaren hilobia (2005)

### Poesia
- Zorion baten zainak (1972, Gero)
- Ezten gorriak (1975, Idatz)
- Bizi! (2009)

### Assaig
- Absurdoko kontuak edo zoroen herriko kronikak (2013)

### Teatre
- Nafarroako azken mariskala (1991)

### Biografia
- Julian Gaiarre (1983)